# Арфлер
Арфлер (фр. Harfleur) насеље је и општина у северној Француској у региону Горња Нормандија, у департману Приморска Сена која припада префектури Авр.
По подацима из 2011. године у општини је живело 8.197 становника, а густина насељености је износила 1947,03 становника/km². Општина се простире на површини од 4,21 km². Налази се на средњој надморској висини од 6 метара (максималној 89 m, а минималној 0 m).

## Демографија
| 1962. | 1968. | 1975.  | 1982. | 1990. | 1999. | 2011. |
| ----- | ----- | ------ | ----- | ----- | ----- | ----- |
| 9.262 | 9.872 | 10 102 | 9.703 | 9.180 | 8.517 | 8.197 |

График промене броја становника у току последњих година